# Virág Vörös
Dans le nom hongrois Vörös Virág, le nom de famille précède le prénom, mais cet article utilise l’ordre habituel en français Virág Vörös, où le prénom précède le nom.
Virág Vörös est une sauteuse à ski hongroise, née le 12 juillet 1999 à Szombathely.

## Biographie
Membre du club Kőszegi SE, elle prend part à ses premières compétitions internationales en 2014 dans la Coupe FIS, compétition dont elle obtient son premier podium en 2015 à Rasnov, étant la seule hongroise à monter sur un podium sur une compétition internationale de la FIS. En 2015, elle est sélectionnée pour les Championnats du monde à Falun, mais échoue à passer les qualifications.
Après une participation aux Jeux olympiques de la jeunesse à Lillehammer, où elle est porte-drapeau (13e en saut), elle s'illustre à la Coupe OPA estivale, où elle remporte un total de quatre concours en Allemagne. La saison suivante est plus difficile pour elle à cause d'une blessure au genou.
La saison 2017-2018 voit la sauteuse hongroise démarrer dans la Coupe continentale (meilleur résultat : 24e) et tente de se qualifier pour la Coupe du monde à Rasnov, sans succès. Elle est entraînée par le Slovène Vasja Bajc depuis 2018.
Lors de la saison 2019-2020, ses résultats changent : déjà en bonne forme à l'été en marquant des points au Grand Prix, elle obtient deux cinquièmes places en Coupe continentale estivale à Szczyrk, puis parvient à entrer dans le top trente en Coupe du monde à Rasnov (30e), devenant la première sauteuse de son pays à marquer des points, puis à six autres concours, dont à celui de Ljubno, où elle est 25e. Cependant lors du Raw Air à Lillehammer, elle chute et contracte une blessure au genou. Une rupture du ligament croisé antérieur lui est diagnostiquée.
Cela met en danger sa saison 2020-2021, mais récupère à temps pour l'ouverture à Ramsau. En novembre 2021, elle annonce finalement sa retraite.

## Palmarès

### Coupe du monde
- Meilleur classement général : 42e en 2020.
- Meilleur résultat individuel : 25e.

#### Classements généraux annuels
| Année | Rang |
| 2020  | 42e  |